# Suicide Squad: Kill the Justice League
Suicide Squad: Kill the Justice League is een computerspel ontwikkeld door Rocksteady Studios en uitgegeven door WB Games voor de PlayStation 5, Xbox Series en Windows. Het third-person shooterspel is uitgekomen op 2 februari 2024.

## Plot
In het spel vormt Amanda Waller een taskforce onder de naam Suicide Squad, bestaande uit Arkham Asylum-gevangenen Harley Quinn, Captain Boomerang, Deadshot en King Shark, voor een geheime missie in Metropolis. Pas wanneer de groep in de stad aankomt, beseffen ze de ernst van de situatie. De kwaadaardige Brainiac is begonnen met het hersenspoelen van de inwoners, waaronder ook de helden. Hierdoor is het aan de Suicide Squad om de Justice League om te brengen en Brainiac te stoppen.

## Ontvangst
| Recensiescore       | Recensiescore                |
| Recensieverzamelaar | Score                        |
| ------------------- | ---------------------------- |
| Metacritic          | 59% (PS5) 64% (PC) 60% (XBS) |
| Publicist           | Score                        |
| Eurogamer           | 3/5                          |
| Game Informer       | 6                            |
| GameSpot            | 5                            |
| IGN                 | 5                            |

Het spel ontving gemengde recensies. Men prees het verhaal en grafische uiterlijk in de tussenscenes. Kritiek was er op de repetitieve gameplay en saaie spelmechanica.
Op Metacritic, een recensieverzamelaar, heeft het spel een gemiddelde score van 61% voor alle platforms.